# Durarara!!
Durarara!! (デュラララ!! Dyurarara!!?), comúnmente abreviada como DRRR!!, es una serie de novelas ligeras japonesas escritas por Ryōgo Narita con ilustraciones de Suzuhito Yasuda. Narita creó la serie en 2004 y actualmente lleva trece volúmenes. Narita lo clasifica como una serie de «alta tensión y acción». Una adaptación a manga de parte de Akiyo Satorigi comenzó su serialización en la revista shōnen Monthly GFantasy el 18 de abril de 2009. A su vez, una adaptación a serie de anime tuvo su debut el 7 de enero de 2010. La serie es producida por Brain's Base, con diseños originales de Suzuhito Yasuda. Un juego basado en la serie para PSP fue lanzado el 22 de septiembre de 2010. En abril de 2014, fue lanzada una secuela de la novela ligera titulada Durarara!! SH (デュラララ!! SH?), cuyos eventos se sitúan dos años después del final de la serie original.
Su segunda temporada, DRRR!!x2 Shou, se estrenó el 10 de enero de 2015, mientras que el 4 de julio del mismo año se estrenó DRRR!!x2 Ten y en enero de 2016 se estrenó DRRR!!x2 Ketsu. Esta última adaptación fue realizada por el estudio Shuka, con Takahiro Omori como director, Noboru Takagi como guionista, Takahiro Kishida a cargo del diseño de personajes y Makoto Yoshimori a cargo de la banda sonora.

## Argumento
Mikado Ryūgamine es un adolescente pueblerino que anhela la apasionante vida de la gran ciudad. Por invitación de un amigo de la infancia, Masaomi Kida, decide trasladarse con este a la Academia Raira en Ikebukuro, Tokio. Al llegar, Masaomi le advierte acerca de la gente con la cual no debe cruzarse en la ciudad; Shizuo Heiwajima, un hombre violento y con fuerza sobrehumana vestido como camarero, Izaya Orihara, un peligroso comerciante de información y una misteriosa banda conocida como los "Dollars". Para colmo, Mikado es testigo de una leyenda urbana en su primer día en la ciudad: el "Jinete negro", quien supuestamente es el conductor sin cabeza de una motocicleta de color negro. El nombre real del jinete negro es Celty Sturluson; una dullahan proveniente de Irlanda que se encuentra en Ikebukuro en busca de su cabeza robada. La narrativa sigue a todos los personajes por igual, mostrando cómo sus vidas se cruzan y creando una trama mayor de lo que cada personaje sabe acerca de un incidente en común.
La historia es narrada desde la perspectiva de once personajes principales y cambia en cada episodio del anime. Una de las pocas cosas que se dan en cada episodio es que el narrador da su propia opinión sobre la situación en la que se encuentran, así como también sobre ciertas cosas que los hicieron como son en la actualidad y los han mantenido en Ikebukuro; una gran ciudad con muchos misterios y violencia.

## Personajes

### Principales
Celty Sturluson (セルティ・ストゥルルソン Seruti Sutururuson?)
Nombre en línea: "Cetton"
Voz por: Miyuki Sawashiro
Es la heroína de la serie. También conocida como «el jinete negro» o «el jinete sin cabeza», es una Dullahan de Irlanda, quien llegó a Japón en busca de su cabeza robada. Su moto es realmente un caballo disfrazado. Celty no tiene sentidos, pero percibe las cosas a través de una especie de ectoplasma similar al humo, el cual emana de su cuello. La fuerza física que posee es sobrehumana y es capaz de manipular su sombra como sustancia sólida para formar objetos a su voluntad, que van desde guantes para su motocicleta a una guadaña.
Mikado Ryūgamine (竜ヶ峰 帝人 Ryūgamine Mikado?)
Nombre en línea: "Tarō Tanaka"
Voz por: Toshiyuki Toyonaga
Es un estudiante de primer año de secundaria, quien se mudó a Ikebukuro con el fin de buscar aventuras y personas extraordinarias, siendo su mayor temor el tener una vida normal. Mikado se esfuerza enormemente por cambiar su imagen, pero hasta ahora no ha tenido suerte. Está enamorado de Anri, aunque nunca ha encontrado la oportunidad para decírselo. Tampoco cree que el informante, Izaya, sea en realidad una mala persona, lo cual es uno de sus más grandes errores.
Izaya Orihara (折原 臨也 Orihara Izaya?)
Nombres en línea: Kanra, Nakura y Chrome
Voz por: Hiroshi Kamiya
Un joven malicioso que vende información de acuerdo a su conveniencia y actúa como principal antagonista de la serie. Izaya tiene el aspecto y la expresión de alguien que es muy astuto y confiado. Él dice amar a la humanidad, y disfruta enormemente poner a las personas en situaciones miserables o caóticas con el fin de observar sus reacciones. 
Shizuo Heiwajima (平和島 静雄 Heiwajima Shizuo?)
Voz por: Daisuke Ono
Trabaja como guardaespaldas de un cobrador de deudas en Ikebukuro. Es considerado «el hombre más fuerte de Ikeburo», debido a que posee una fuerza sobrehumana. Siempre lleva gafas de sol y un uniforme de camarero (regalo de su hermano menor). Alto y delgado, la mayoría de las veces aparenta ser una persona simple y tranquila, pero explota de ira con facilidad. Es parte de los Dollars y amigo de Celty. Se le ve constantemente peleando con Izaya, su enemigo de toda la vida.

## Contenido de la obra

### Novela ligera
Durarara!! se inició como una novela ligera escrita por Ryōgo Narita y con ilustraciones de Suzuhito Yasuda. Editada por ASCII Media Works, bajo la imprenta de Dengeki Bunko, se inició en abril de 2004, y actualmente posee catorce volúmenes (a partir del volumen 14, la serie se titula "Durarara!!SH. También ha sido lanzado en idioma chino para Taiwán y Hong Kong, por la división de Taiwán de Kadokawa Media, bajo la imprenta de Fantastic Novels. Daewon C.I. consiguió la licencia de la serie para venderla en Corea del Sur, bajo la imprenta de Newtype Novels.
| Volumen | Fecha de publicación  | ISBN                   |
| ------- | --------------------- | ---------------------- |
| 1       | 10 de abril de 2004   | ISBN 4-8402-2646-6     |
| 2       | 10 de marzo de 2005   | ISBN 4-8402-3000-5     |
| 3       | 10 de agosto de 2006  | ISBN 4-8402-3516-3     |
| 4       | 10 de marzo de 2008   | ISBN 978-4-8402-4186-1 |
| 5       | 10 de marzo de 2009   | ISBN 978-4-04-867595-6 |
| 6       | 10 de julio de 2009   | ISBN 978-4-04-867905-3 |
| 7       | 10 de enero de 2010   | ISBN 978-4-04-868276-3 |
| 8       | 10 de junio de 2010   | ISBN 978-4-04-868599-3 |
| 9       | 10 de febrero de 2011 | ISBN 978-4-04-870274-4 |

### Radio
Un web radio show (デュラララ!!ラジオ 略して デュララジ!!   Dyurarara!!rajio Ryakushite Dyuraraji!!?) estuvo en el aire desde el 26 de febrero de 2010 hasta el 25 de marzo de 2011. Los presentadores fueron Toshiyuki Toyonaga y Kana Hanazawa, que son las voces de Ryūgamine Mikado y Sonohara Anri, respectivamente.